# Eduardo Dualde
Eduardo Dualde (Barcellona, 1º dicembre 1933 – Tortosa, 12 giugno 1989) è stato un hockeista su prato spagnolo.

## Palmarès
- Giochi olimpici

Roma 1960: bronzo.